# Riccardo Luna
Riccardo Luna (Roma, 20 marzo 1965) è un giornalista italiano.

## Biografia
Da giovane inizia collaborando con Il Messaggero, Conquiste del Lavoro (quotidiano della CISL), Avvenire e Agenzia Giornalistica Italia (AGI). Nel 1984 fonda la rivista universitaria Campus (che dirige dall'inizio fino al 1987) e collabora con Il Sabato, settimanale di Comunione e Liberazione. Nel 1991 è assunto da Repubblica, dove diventa capocronista nel 1996 e caporedattore nel 1998.
Nell'ottobre 2003 è il primo giornalista a scrivere a riguardo del caso Calciopoli, però il Corriere dello Sport - Stadio - il giornale per cui lavora e di cui è vice direttore - non permette la pubblicazione della sua inchiesta. È così che nel 2004 fonda con 50 tifosi della A.S. Roma Il Romanista, il suo quotidiano, creando una public company. Nella primavera del 2006 Il Romanista pubblica prima di tutti le carte dell'inchiesta Calciopoli.
Nel febbraio del 2009 viene scelto come direttore della nascente rivista Wired Italia, omonima della rivista statunitense, che si occupa di tecnologia. Il 19 febbraio esce il primo numero, con Rita Levi-Montalcini in copertina. Tramite la rivista da lui diretta, si fa promotore dell'iniziativa "Internet for Peace", con l'obiettivo di candidare la rete Internet al Premio Nobel per la pace: il 22 novembre 2009 a Milano viene lanciata la candidatura (i candidati nell'anno sono 237) sebbene la mattina della assegnazione del Nobel per la Pace a Liu Xiaobo sul sito della BBC, Julian Baggini, filosofo e giornalista, si chiedesse se il web avrebbe mai potuto essere realmente un catalizzatore per la pace.
Sempre con Wired, in occasione dei 150 anni dell'unità d'Italia, alle Officine Grandi Riparazioni di Torino cura la grande mostra "Stazione Futuro: qui si rifà l'Italia" dedicata ai nuovi talenti della creatività italiana. La mostra viene inaugurata il 18 marzo 2011 dal presidente della Repubblica Giorgio Napolitano Il 2 maggio si dimette da direttore della rivista. Il 14 novembre cura Happy Birthday Web!, la conferenza per i 20 anni del World Wide Web che si tiene a Roma al Tempio di Adriano e vede la partecipazione di Tim Berners-Lee.
Dal 2012 è socio e membro del Consiglio di Amministrazione dell'ONG Oxfam Italia. Nello stesso anno è tra i fondatori di Wikitalia di cui è stato primo presidente. Wikitalia è un'associazione italiana di civic hacker per l'open government. L'associazione guida progetti di trasparenza e partecipazione nei comuni di Firenze e Matera, e alla fine del 2012 Open Ricostruzione, la piattaforma per la ricostruzione post sisma, che viene donata all'Emilia.
A marzo lancia e dirige la rivista online CheFuturo!, il lunario della innovazione (premiato come miglior blog italiano dal premio WWW del Sole 24 ore) e diretta emanazione di Chebanca!. Cura Makers!, la prima conferenza italiana sulla terza rivoluzione industriale, che si tiene a Roma all'Acquario Romano con la partecipazione di Chris Anderson e Dale Dougherty. Da aprile a giugno collabora con il MIUR coordinando il tavolo di lavoro per la riforma della scuola: il progetto iSchool, sebbene approvato, non verrà mai realizzato.
A giugno conduce a Bologna la prima Repubblica delle idee, un festival di la Repubblica che ha contribuito a creare. Al suo interno c'è Next, uno spettacolo sulla innovazione italiana che dal 2014 assumerà vita propria. Alla fine dello stesso mese lascia il coordinamento dell'Innovation Advisory Board di Expo 2015 dopo sei mesi dalla nomina, per l'impossibilità di realizzare i progetti di trasparenza che aveva chiesto. L'8 ottobre 2012 cura l'evento iSchool, che si tiene a Roma al Palalottomatica con la partecipazione di Bunker Roy e dell'allora ministro Francesco Profumo.
Dal 2013 è co-direttore della Maker Faire Rome, l'edizione ufficiale Europea di Maker Faire nonché seconda Maker Faire del mondo per numero di partecipanti dopo Maker Faire Bay Area. Il 21 marzo 2013 lancia StartupItalia!, nuova testata, agenzia e community dedicata agli startupper. Nel 2013 pubblica il libro Cambiamo tutto! La rivoluzione degli innovatori. Sempre nel 2013 Luna vince il Premio Lagrange per la comunicazione dell'innovazione. 
Nel 2014 viene nominato dal Presidente del Consiglio Matteo Renzi Digital Champion, figura incaricata di guidare le iniziative nazionali per "rendere ogni europeo digitale". Nel 2015 cura "Make in Italy", una rassegna che racconta cinquant'anni di innovazione italiana allestita in due sedi: lo Spazio Tim all'Expo e il Museo della Scienza e della Tecnologia di Milano. 
Il 17 maggio 2016 un articolo del Corriere della Sera riportava la notizia che Luna, su indicazione di Matteo Renzi, allora Presidente del Consiglio e Segretario del PD,  sarebbe stato il nuovo direttore de l'Unità. Il 23 settembre 2016 ha, invece, assunto il ruolo di Direttore Responsabile dell'AGI agenzia di stampa di proprietà dell’Eni affiancato come condirettore da Marco Pratellesi, responsabile dell'edizione online de L'Espresso nonché socio dello stesso Luna nella società RnD lab che edita CheFuturo! e StartupItalia. Tale incarico è terminato il 1º luglio 2019, quando Mario Sechi lo ha sostituito nella direzione.
Nel 2018 cura, come direttore dell'AGI, la mostra Dreamers.1968: come eravamo, come saremo. La mostra fotografica e multimediale, allestita al Museo di Roma in Trastevere in occasione del 50º anniversario del 1968, ha ricevuto dal Presidente della Repubblica Sergio Mattarella il premio di rappresentanza del Quirinale per il valore sociale e culturale dell'iniziativa. 
Dal 7 agosto 2019 torna a collaborare con il quotidiano la Repubblica, curando la rubrica "Stazione futuro".
Ha ideato e condotto L’Italia Chiamò, la maratona online di solidarietàtrasmesso in live streaming sul canale YouTube del MiBACT il giorno 13 marzo 2020 per sostenere con una raccolta fondi la Protezione civile impegnata ad arginare l’avanzata del COVID-19 . Alla maratona hanno aderito oltre 100 protagonisti del mondo dell’informazione, della cultura, della musica e dello spettacolo, risultando seguita da quasi 720.000 utenti.

## Opere
- Con Roberto Giacobbo, Chi ha veramente costruito le piramidi e la sfinge, Roma, Stampa alternativa, 1997
- Con Roberto Giacobbo, Il segreto di Cheope: alla ricerca del tesoro perduto delle piramidi, Roma, Newton Compton Editori, 1998
- Cambiamo tutto! La rivoluzione degli innovatori, Laterza, 2013